# کاوه منصوری

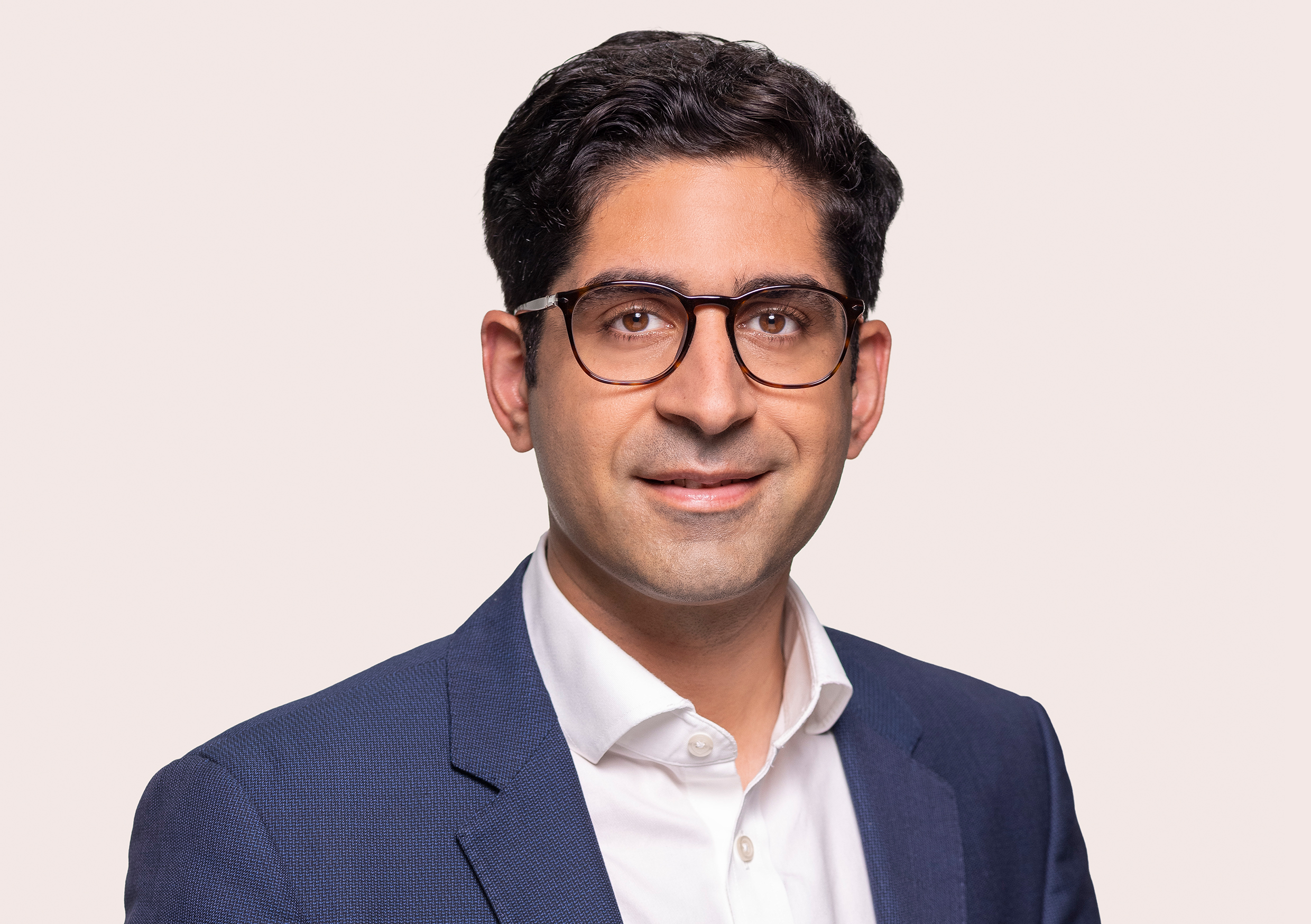
کاوه منصوری وکیل و سیاست‌مدار ایرانی‌تبار - ۲۰۲۱

کاوه منصوری (* ۱۲. آگوست ۱۹۸۸ در گیسن) وکیل و سیاستمدار ایرانی-آلمانی (SPD) است. او از سال ۲۰۲۱ عضو پارلمان بوندستاگ است.

## زندگی
پدر و مادر منصوری از ایران به آلمان آمدند. او قبل از کار به عنوان وکیل در قانون KPMG در فرانکفورت آم ماین، به مدت دو سال مشاور سیاسی در گروه پارلمانی SPD در پارلمان ایالت هسین در ویسبادن بود.

## سیاست
منصوری در سال ۲۰۰۸ کمی قبل از انتخابات ایالتی در هسن به عضویت حزب سوسیال دموکرات درآمد. او در یوسوس فعال بود که در پایان سال ۲۰۱۸ رئیس آن در هسن شد. از اواسط سال ۲۰۱۹، او رئیس SPD Hessen-Süd، یکی از انجمن‌های ناحیه SPD Hessen بوده‌است. در این دفتر او جانشین گرنوت گرومباخ شد.
او برای انتخابات فدرال در سال ۲۰۲۱ در حوزه انتخابیه ۱۸۳ - فرانکفورت دوم نامزد شد. او از امید نوری پور سخنگوی سیاست خارجی سبزها شکست خورد اما از طریق لیست دولتی وارد بوندستاگ شد.